# Kulturlandskap

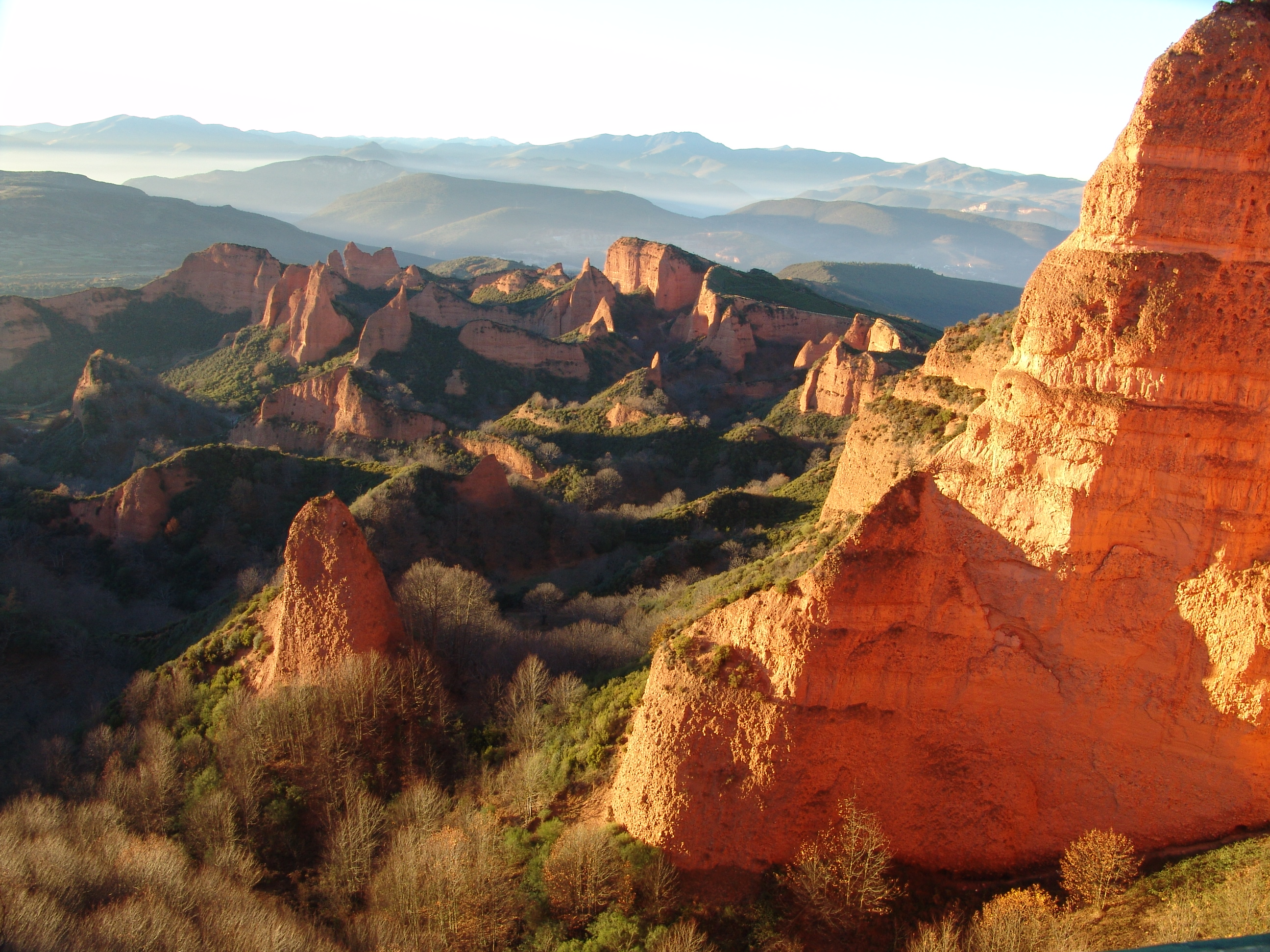
Las Médulas i provinsen León, Spanien, präglat av gruvbrytning under romartiden.

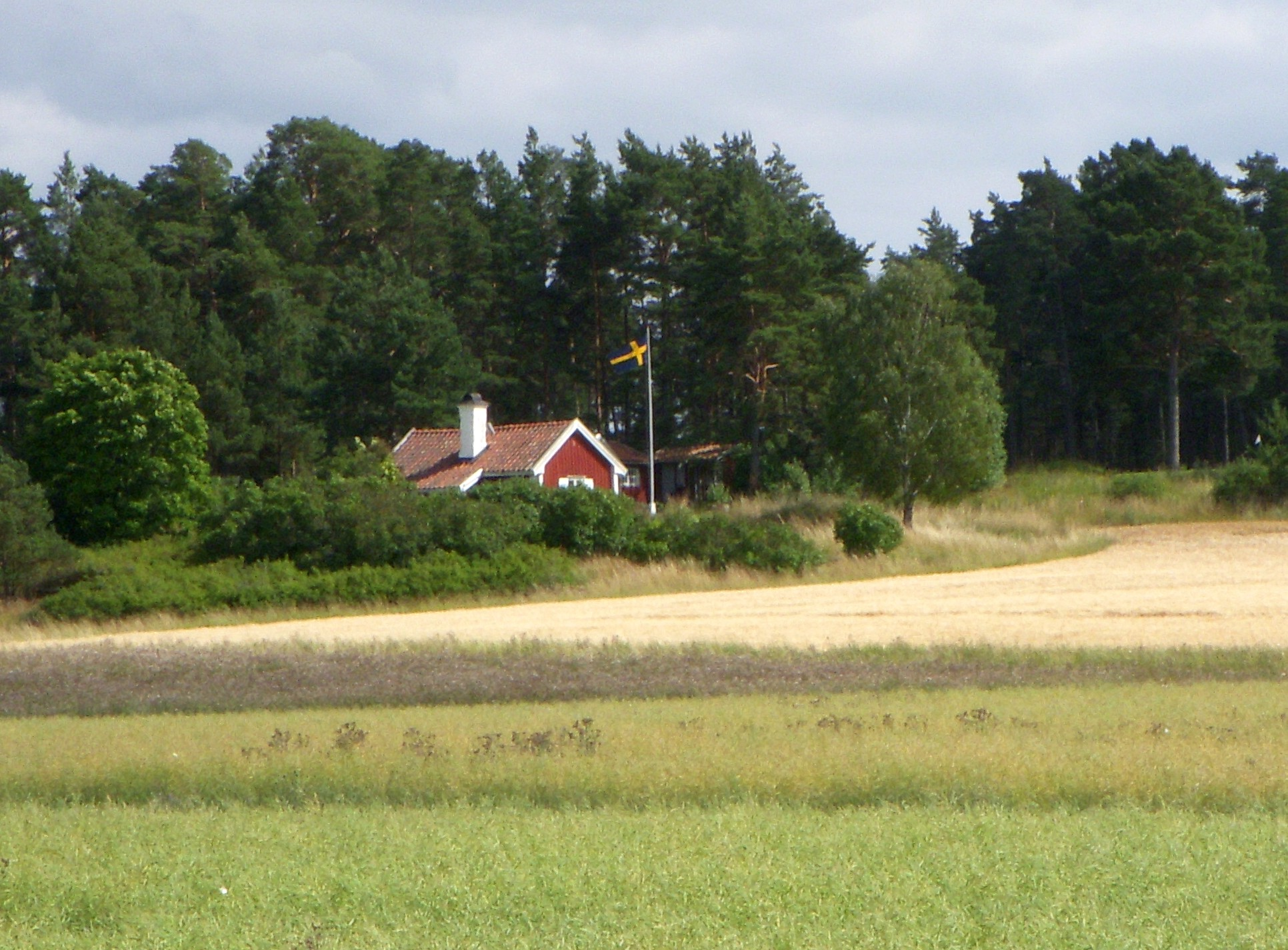
Lovöns kulturlandskap, Stockholms län.

Kulturlandskap är ett landskap som människor har påverkat på olika sätt. Är landskapet format av jordbruk, skogsbruk och/eller bete av boskap talar man om odlingslandskap, medan andra former av mänsklig verksamhet kan leda till ett urbant landskap eller ett industrilandskap.
Se även naturlandskap; ett av människan mycket lite - eller inte alls - påverkat landskap.
Ölands södra udde är det enda kulturlandskapet i Sverige som är klassat av Unesco.  Några andra kulturlandskap på Unescos lista är Tongariro nationalpark, Uluru-Kata Tjuta nationalpark, Risterrasserna i Cordilleras, kulturlandskapet i Sintra i Portugal samt Porto Venere, Cinque Terre och öarna Palmaria, Tino och Tinetto i Italien. 
På nationell svensk nivå skyddas bland annat Bråbygden i Oskarshamns kommun.